# Solstorm
Solstorm és un thriller suec estrenat el 2007. Es va rodar a Kiruna i està basada en la novel·la Solstorm d'Åsa Larsson.

## Argument
El cos de Viktor Strandgárd, el predicador més famós de Suècia, jeu mutilat en una remota església a Kiruna, una ciutat del nord submergida en l'eterna nit polar. La germana de la víctima ha trobat el cadàver. Rebecka Martinsson, advocada soltera que viu a Estocolm i que torna a la seva ciutat natal, està disposada a esbrinar qui és el culpable. Durant la investigació només compta amb la complicitat d'Anna-Maria Mella, una intel·ligent i peculiar policia embarassada. A Kiruna molta gent té alguna cosa a amagar, i la neu no trigarà a tenyir-se de sang.

## Repartiment
- Izabella Scorupco - Rebecka Martinsson
- Maria Sundbom - Sanna Strandgård
- Saga Larsson - Lova Strandgård
- Sandra Engström - Sara Strandgård
- Mikael Persbrandt - Thomas Söderberg
- Suzanne Reuter - Kristina Strandgård
- Krister Henriksson - Olof Strandgård
- Jakob Eklund - Måns Wenngren
- André Sjöberg - Viktor Strandgård
- Lena B. Eriksson - Anna-Maria Mella
- Göran Forsmark - Sven-Erik Stålnacke
- Antti Reini - Vesa Larsson